# Rene Goulet
Robert Bédard (Cidade de Quebec, 12 de julho de 1932) é um lutador profissional canadense aposentado, mais conhecido por seu nome no ringue Rene Goulet. 

## Carreira na luta profissional
Goulet começou sua carreira na cidade de Quebec em 1957, com sua primeira luta sendo contra Gerard Dugas. 
Ele passou a porção inicial de sua carreira viajando pelos territórios, passando uma quantidade significativa de tempo na American Wrestling Association (AWA). Ele alcançou sua maior fama nos anos 70 e 80, como parte da World Wrestling Federation (WWWF), vencendo o Campeonato de Duplas da companhia com Karl Gotch em dezembro de 1971. Eles perderiam o título dois meses depois para "Baron" Mikel Scicluna e King Curtis Iaukea. 
Além da AWA e WWWF, Goulet também lutaria na Mid-Atlantic Championship Wrestling (MACW), Championship Wrestling from Florida (CWF), além de promoções japonesas e canadenses. No fim de sua carreira, em 1984, Goulet passou a trabalhar nos bastidores da WWF como agente e produtor até 1997. 

## Títulos e prêmios
- Championship Wrestling from Florida
  - NWA Southern Heavyweight Championship (versão da Flórida) (1 vez)[2]

- George Tragos/Lou Thesz Professional Wrestling Hall of Fame
  - Classe de 2010[3]

- Georgia Championship Wrestling
  - NWA Georgia Tag Team Championship (1 vez) – com Ole Anderson[4]

- New Japan Pro Wrestling
  - MSG Tag League (1981) – com André the Giant

- Pacific Northwest Wrestling
  - NWA Pacific Northwest Tag Team Championship (2 vezes) – com Pepper Martin (1) e Shag Thomas (2)[5]

- World Wrestling Association
  - WWA World Tag Team Championship (2 vezes) – com Don Fargo (1) e Zarinoff Lebeouf (1)[6]

- World Wide Wrestling Federation
  - WWWF World Tag Team Championship (1 vez) – com Karl Gotch[1]